# La Bruguera (les Masies de Roda)
La Bruguera és un monument del municipi de les Masies de Roda (Osona) protegit com a bé cultural d'interès local.

## Descripció
És una masia coberta a dues vessants. Presenta un portal de cara a nord que forma un petit pati al davant i ubica un pou. Correspon al primer pis de la casa. A la part de llevant, on el carener és paral·lel a la façana, hi ha un gros portal dovellat amb una finestra al damunt de forma goticitzant. La masia presenta diferents cossos: a la part de ponent hi ha un porxo sostingut per grossos pilars. La casa ha estat restaurada durant la segona meitat del segle xx, respectant la tipologia primitiva, tot i que a l'interior s'observen notables reformes. Els materials constructius bàsics són la pedra i el morter.

## Història
Antiga casa pairal, la finestra situada damunt el portal dovellat està datada el 1569, les reformes més importants daten del segle xviii. Es conserva un coll de pou datat l'any 1879. A principis de segle xx, els propietaris mantenien el cognom Bruguera, però es perdé e casar-se la pubilla amb un mosso del mas, anomenat Marcé. Més tard passà a ser-ne propietari el sr. Fontcuberta i actualment pertany al sr. Narcís Maragall.